# 노구치 고지
노구치 고지(일본어: 野口 幸司, 1970년 6월 5일 ~ )는 일본의 전 축구 선수이다.

## 구단 경력
1989년 일본 사커 리그의 후지타 공업(벨마레 히라쓰카)에 입단했다. 1994년에 천황배 우승을 차지했다. 1997년까지 204경기에 출전하여, 95득점을 넣었다. 1997년 재팬 풋볼 리그의 가와사키 프론탈레로 이적했다. 1998년부터 1999년까지 J1리그의 나고야 그램퍼스 에이트에서 뛰었다. 2000년 J2리그의 오미야 아르디자로 이적했다. 2000년후 현역 은퇴.

## 국가대표팀 경력
그는 1995년 8월 6일 코스타리카과의 경기에서 일본 국가대표팀에 데뷔했다.

## 통계
| 일본 | 일본 | 일본 |
| 연도 | 출전 | 득점 |
| ---- | ---- | ---- |
| 1995 | 1    | 0    |
| 통산 | 1    | 0    |